# Juanjo Enríquez
 (septembre 2014).
Si vous disposez d'ouvrages ou d'articles de référence ou si vous connaissez des sites web de qualité traitant du thème abordé ici, merci de compléter l'article en donnant les références utiles à sa vérifiabilité et en les liant à la section « Notes et références ».
Juan José Enríquez Gómez, plus connu comme Juanjo, né à Madrid (Espagne) le 4 septembre 1950 et mort à Murcie le 10 août 2015, est un footballeur espagnol qui jouait au poste de défenseur central.

## Biographie

### Joueur
Juanjo est un défenseur central rugueux qui débute en première division dans les rangs de l'UD Salamanque lors de la saison 1974-1975. Après trois saisons à Salamanque, Juanjo est recruté en 1977 par le FC Barcelone. Il débute avec le Barça lors de la 1re journée de championnat face à la Real Sociedad en entrant sur le terrain à la place de Toño de la Cruz. Cette saison-là, Juanjo joue 13 matchs de championnat avec le Barça entraîné par Rinus Michels. 
Après une deuxième saison avec Barcelone, Juanjo est recruté par le Recreativo de Huelva en 1979. En 1981, il rejoint l'Atlético de Madrid où il reste jusqu'en 1984. Avec l'Atlético, il joue une centaine de matchs de championnat.
Juanjo passe ensuite dans les rangs du Lorca Deportiva CF et CD Cieza.

### Entraîneur
Juanjo entraîne, entre autres, l'Unión Balompédica Conquense, le Granada CF, le Getafe CF et la Ciudad de Murcia.